# Drive My Car (film)
Drive My Car (jap. ドライブ・マイ・カー Doraibu mai kā) – japoński dramat filmowy z 2021 roku w reżyserii Ryūsuke Hamaguchiego. Scenariusz napisał Hamaguchi wraz z Takamasą Oe na podstawie zbioru opowiadań Harukiego Murakamiego Mężczyźni bez kobiet (jap. 女のいない男たち Onna no inai otoko-tachi), głównie opowiadania o tym samym tytule, co film. Zdjęcia kręcono w Hiroszimie, Tokio oraz Hokkaido.
Film miał swoją światową premierę 11 lipca 2021 w sekcji konkursowej podczas 74. MFF w Cannes, natomiast w japońskich kinach zadebiutował 20 sierpnia. W Polsce premiera filmu miała miejsce 11 marca 2022.

## Obsada
- Hidetoshi Nishijima – Yūsuke Kafuku
- Tōko Miura – Misaki Watari
- Masaki Okada – Kōji Takatsuki
- Reika Kirishima – Oto Kafuku
- Park Yu-rim – Lee Yoo-na
- Jin Dae-yeon – Gong Yoon-soo
- Sonia Yuan – Janice Chang
- Ahn Hwitae – Ryu Jeong-eui
- Perry Dizon – Roy Lucelo
- Satoko Abe – Yuhara
- Hiroko Matsuda – Yumi Etō
- Toshiaki Inomata – Takashi Kimura
- Takako Yamamura – Kaoru Komagata

## Nagrody i nominacje

### Nagrody
| Rok  | Ceremonia                                      | Kategoria                                      | Nominowany                            | Źródło |
| ---- | ---------------------------------------------- | ---------------------------------------------- | ------------------------------------- | ------ |
| 2021 | Festiwal Filmowy w Cannes                      | Nagroda za najlepszy scenariusz                | Ryūsuke Hamaguchi i Takamasa Oe       | [ 4 ]  |
| 2021 | Festiwal Filmowy w Cannes                      | Nagroda FIPRESCI                               | Drive My Car                          | [ 4 ]  |
| 2021 | Festiwal Filmowy w Cannes                      | Nagroda Jury Ekumenicznego                     | Drive My Car                          | [ 4 ]  |
| 2021 | Stowarzyszenie Nowojorskich Krytyków Filmowych | Najlepszy Film                                 | Drive My Car                          | [ 5 ]  |
| 2022 | Złoty Glob                                     | Najlepszy film nieanglojęzyczny                | Drive My Car                          | [ 6 ]  |
| 2022 | Independent Spirit Awards                      | Najlepszy film zagraniczny                     | Drive My Car                          | [ 7 ]  |
| 2022 | Nagroda Japońskiej Akademii Filmowej           | Film roku                                      | Drive My Car                          | [ 8 ]  |
| 2022 | Nagroda Japońskiej Akademii Filmowej           | Reżyser roku                                   | Ryūsuke Hamaguchi                     | [ 8 ]  |
| 2022 | Nagroda Japońskiej Akademii Filmowej           | Scenariusz roku                                | Ryūsuke Hamaguchi i Takamasa Oe       | [ 8 ]  |
| 2022 | Nagroda Japońskiej Akademii Filmowej           | Wybitna męska rola pierwszoplanowa             | Hidetoshi Nishijima                   | [ 8 ]  |
| 2022 | Nagroda Japońskiej Akademii Filmowej           | Najlepsze oświetlenie                          | Daiki Takai                           | [ 8 ]  |
| 2022 | Nagroda Japońskiej Akademii Filmowej           | Najlepszy dźwięk                               | Kadoaki Izuta i Miki Nomura           | [ 8 ]  |
| 2022 | Nagroda Japońskiej Akademii Filmowej           | Najlepszy montaż                               | Azusa Yamazaki                        | [ 8 ]  |
| 2022 | Nagroda Japońskiej Akademii Filmowej           | Debiut roku                                    | Tōko Miura                            | [ 8 ]  |
| 2022 | Nagroda Brytyjskiej Akademii Filmowej          | Najlepszy film nieanglojęzyczny                | Ryūsuke Hamaguchi i Teruhisa Yamamoto | [ 9 ]  |
| 2022 | Nagroda Akademii Filmowej                      | Oscar dla najlepszego filmu nieanglojęzycznego | Drive My Car                          | [ 10 ] |
| 2022 | Nagroda Błękitnej Wstęgi                       | Najlepsza aktorka drugoplanowa                 | Tōko Miura                            | [ 11 ] |

### Nominacje
| Ceremonia                             | Kategoria                       | Nominowany                      | Źródło |
| ------------------------------------- | ------------------------------- | ------------------------------- | ------ |
| Festiwal Filmowy w Cannes             | Złota Palma                     | Drive My Car                    |        |
| César                                 | Najlepszy film zagraniczny      | Drive My Car                    | [ 12 ] |
| Nagroda Brytyjskiej Akademii Filmowej | Najlepsza reżyseria             | Ryūsuke Hamaguchi               | [ 9 ]  |
| Nagroda Brytyjskiej Akademii Filmowej | Najlepszy scenariusz adaptowany | Ryūsuke Hamaguchi i Takamasa Oe | [ 9 ]  |
| Nagroda Akademii Filmowej             | Najlepszy film                  | Teruhisa Yamamoto               | [ 10 ] |
| Nagroda Akademii Filmowej             | Najlepsza reżyseria             | Ryūsuke Hamaguchi               | [ 10 ] |
| Nagroda Akademii Filmowej             | Najlepszy scenariusz adaptowany | Ryūsuke Hamaguchi i Takamasa Oe | [ 10 ] |